# アンドリューW.K.
アンドリューW.K.（Andrew W.K.、1979年5月9日 - ）は、アメリカ合衆国のシンガーソングライター、マルチプレイヤー、音楽プロデューサー、作家、モチベーショナル・スピーカー。本名はアンドリュー・ファタリー・ウィルクス＝クライアー（Andrew Fetterly Wilkes-Krier）。
激しいロックサウンドでパーティーチューンを歌い上げるのが最大の特徴（パーティー以外の内容の楽曲も存在する）。数々のパフォーマンスと奇行から「パーティーバカ」と評され、近年の洋楽には珍しく日本盤に収録された全ての楽曲に邦題がつけられている。

## 経歴
幼い頃からジャズピアノなどを学びつつハードロック、ヘヴィメタルに傾倒しバンド活動を経て17歳でソロ活動を開始。1998年にインディーズデビュー。ストリート活動と激しいライヴパフォーマンスでフー・ファイターズのオープニング・アクトに抜擢されるなど人気を集め2001年に「I Get Wet（邦題：アイ・ゲット・ウェット〜パーティー・一直線！）」でメジャーデビュー。アンドリュー自身が鼻血を出している衝撃的なジャケットがイギリスで問題視されるなど話題を呼び、アルバムからのシングル「Party Hard（邦題：パーティー・一直線！）」が大ヒット。日本でも人気に火がつき2002年と2006年にサマーソニックに来日している。
2008年2月20日には小島よしおのギャグ「そんなの関係ねぇ」「オッパッピー」を歌詞に取り入れた「そんなの関係ねぇロック」を着うた限定で発売し、累計で5万ダウンロード超のヒットになった。以後、同年7月23日にはGReeeeNの「キセキ」、7月30日には「安藤竜」名義で鼠先輩の「六本木〜GIROPPON〜」のカバーをそれぞれ着うた限定で発売した。さらに、それら邦楽ヒット曲のカヴァーばかりを収録したアルバム『一発勝負〜カヴァーズ』を2008年11月26日に発売、それと同時に新曲「パーティー絶叫！」を収録したキャリア初のベスト・アルバム『一網打尽〜ベスト』、ベスト・アルバムとカヴァー・アルバムをセットにした2枚組アルバム『一挙両得〜ベスト&カヴァーズ』も発売した。

## 人物
- 自らギターをプレイする際、高音弦の1、2弦を取り外し低音弦の4本を6弦側から「D(1音下げ)→A→D→A(1音上げ)」にチューニングする独特のセッティングを行なっており、こうする事で人差し指と中指のセーハのみでコードを押さえられ、またアンドリューの楽曲の特徴的なうねりのあるギターサウンドを生み出している。このセッティングに至った経緯についてアンドリューは「昔、どうしても弾きたい曲があって適当にチューニングをいじっていたらこの方法にたどり着き、こうしなければ自分はパワー・コードも押さえる事が出来ないから以後ずっとこのスタイルでプレイしている」といい、アンドリューのバンドメンバーはこのセッティングを「Rubber Boy」と呼んでいるという。[8]
- 1stアルバムのジャケットの撮影で鼻血を出した写真を撮影するために必要もないのに自ら壁に顔面を打ちつけた。しかし血の量が足りなかったため結局ブタの血を代用した。
- 幼いころから学んでいたピアノの腕は現在でもライブで披露されるほか、ドラムも演奏することができる。
- アメリカの幼児向けアニメ「マイリトルポニー〜トモダチは魔法〜」が好きで、ファンイベントに何度も参加している[9][10]。

## 私生活
2021年5月に女優のカット・デニングスとの婚約を発表。2023年11月に米ロサンゼルスの自宅で結婚式を執り行った。

## バンドメンバー
現行のメンバー
- エリック・パイン / Erik Payne – ギター、バッキング・ボーカル（1999年 - ）
- グレッグ・ロバーツ / Gregg Roberts – ベース、バッキング・ボーカル（1999年 - ）
- デイヴ・ピノ / Dave Pino – ギター、バッキング・ボーカル（2012年 - ）
- アマンダ・レプレ / Amanda Lepre – ギター、バッキング・ボーカル（2016年 - ）
- クラーク・ケグリー / Clark Kegley – ドラムス（2016年 - ）

旧メンバー
- ドナルド・タルディ / Donald Tardy – ドラムス（1998年 -  2003年）
- フランク・ワーナー / Frank Werner – ギター、バッキング・ボーカル（1999年 - 2013年）
- ジミー・クープ / Jimmy Coup – ギター、バッキング・ボーカル（1999年 - 2004年）
- ジェフ・ヴィクター / Jeff Victor – キーボード（2001年 - 2002年）
- リッチ・ルッソ / Rich Russo – ドラムス（2003年 - 2016年）
- ケニー・アンドリューズ / Kenny Andrews – ギター、バッキング・ボーカル（2003年 - 2011年）
- ジョニー・“ビーンズ”・サットン / Johnny "Beans" Sutton（2004年 - 2005年）
- デレク・ウェイランド / Derek Weiland – キーボード（2006年 - 2007年）
- シェリー・リリー / Cherie Lily – ボーカル（2006年 - 2018年）
- ジャスティン・パイン / Justin Payne – ギター（2008年 - 2013年）
- ブレイク・カナリス / Blake Canaris – ベース、バッキング・ボーカル（2010年 - 2016年）
- エリカ・E・T・ピノ / Erica E.T. Pino – キーボード、バッキング・ボーカル（2018年 - 2019年）

## ディスコグラフィ

### スタジオ・アルバム
- アイ・ゲット・ウェット〜パーティー・一直線! - I Get Wet（2001年）
- 一匹狼 - The Wolf （2003年）
- 兄貴、危機一髪! - Close Calls with Brick Walls（2006年）
- 55 Cadillac（2009年）
- ユアー・ノット・アローン ～オレがついてるぜ - You're Not Alone（2018年）
- ゴッド・イズ・パーティイング ～神童乱舞 - God is Partying（2021年）

### カバー・アルバム
- 一発勝負〜カヴァーズ - Premium Collection - The Japan Covers（2008年）
- ガンダム・ロック - Gundam Rock（2009年）

### コンピレーション・アルバム
- 一網打尽〜ベスト - Premium Collection - The Very Best So Far（2008年）
- 一挙両得～ベスト&カヴァーズ - Premium Collection（2008年）

### シングル
- KISEKI（2008年）※GReeeeNのカバー[13][14]。

## 主な出演番組

### レギュラー番組
- 『つるの剛士のBPR5000』（TOKYO FM 2003年）

### ゲスト
- 『笑っていいとも!』（フジテレビ 2003年9月26日）
- 『ROCK FUJIYAMA』（テレビ東京 2006年7月5日）「祭りと聞いて我慢できずに駆け付けた」とのテロップと共に、収録現場で個人的に観覧を楽しんでいる姿が映された。実際に番組側がオファーしたゲストではなく、アルバム『兄貴、危機一髪!』のプロモーション目的での来日中に「マーティ・フリードマンらがひたすらギターを弾く番組がプロモーション現場の近隣のスタジオで収録中である」とレコード会社のスタッフからたまたま聞き、空き時間に勝手にスタジオを訪れた、という顛末で出演は全くの偶然の産物であった。